# Ильменское сельское поселение (Руднянский район)
Ильменское сельское поселение — муниципальное образование (сельское поселение) в Руднянском муниципальном районе Волгоградской области. Административный центр — село Ильмень.

## География
Расположено в северо-западной части Руднянского района.
Площадь сельского поселения составляет 15 177 гектар, из которых 13 147 га (по состоянию на 2008 год) приходится на сельхозугодья и 57 га занимает застройка (по состоянию на 2008 год).
Граничит:
- на юге — с Сосновским сельским поселением;
- на юге-востоке и севере — с Руднянским городским поселением;
- на севере — с Сосновским сельским поселением;
- на северо-западе — с Еланским районом;
- на западе — с Матышевским сельским поселением;
- на востоке — с Осичковским сельским поселением[1].

## История
Ильменское сельское поселение образовано 21 декабря 2004 года в соответствии с Законом Волгоградской области № 969-ОД.

## Население
| 2010  | 2012  | 2013  | 2014  | 2015  | 2016  | 2017  |
| ----- | ----- | ----- | ----- | ----- | ----- | ----- |
| 1156  | ↗1157 | ↘1153 | ↘1138 | ↘1127 | ↘1099 | ↘1067 |
| 2018  | 2019  | 2020  | 2021  |       |       |       |
| ↘1051 | ↗1058 | ↘1033 | ↗1057 |       |       |       |

## Состав сельского поселения
В состав Ильменского сельского поселения входит один населённый пункт:
| № | Населённый пункт | Тип населённого пункта       | Население |
| - | ---------------- | ---------------------------- | --------- |
| 1 | Ильмень          | село, административный центр | ↗1057     |

## Администрация
Глава — Плющенко Владимир Петрович (c 11 октября 2009 года);

Телефон/факс: 8(84453) 7-42-85

Адрес администрации: 403626, Волгоградская область, Руднянский район, с. Ильмень, ул. Мира, 1.

e-mail: ilmen-v@bk.ru

## Транспорт
По территории поселения проходят следующие автомобильные дороги регионального или межмуниципального значения:
- автомобильная дорога «Жирновск — Рудня — Вязовка — Михайловка — Кумылженская — Вешенская» (идентификационный номер дороги: 18 ОП РЗ 18К-5);
- подъезд от автомобильной дороги «Жирновск — Рудня — Вязовка — Михайловка — Кумылженская — Вешенская» к селу Ильмень (идентификационный номер дороги:  18 ОП РЗ 18К-5-3)[18].

Протяженность автодорог местного значения — 22 км (по состоянию на 2011 год).
На юге территорию поселения пересекает в направлении запад↔восток железнодорожная линия с двумя платформами (п. 338 км — у северной окраины Ильмени и ост. п. 344 км — на границе с Руднянским городским поселением), относящаяся к Ртищевскому отделению Юго-Восточной железной дороги.